# 火炬広場駅 (石家荘市)
火炬広場駅（かきょひろばえき、中国語：火炬广场站、英語：Huoju guangchang Station）は河北省石家荘市裕華区にある石家荘地下鉄1号線の駅。2017年6月26日に、1号線の開業とともに供用開始された。

## 位置
火炬広場駅は石家荘市裕華区の長江大道と峨眉街の交差点にある。

## 駅構造
相対式ホーム2面2線の地下駅。
| 地上     | 出入口       | A—D出入口                              |
| 地下一階 | 駅ロビー     | 切符売り場                             |
| 地下二階 | 相対式ホーム | 相対式ホーム                           |
| 地下二階 | 線路         | ■1号線 西王方面 （次の駅：留村駅）     |
| 地下二階 | 線路         | ■1号線 福沢方面 （次の駅：石家荘東駅） |
| 地下二階 | 相対式ホーム |                                        |

## 出入口
出入口は4つ使用されている。
| 出入口番号 | 出入口がある場所、その周辺                 |
| ---------- | ------------------------------------------ |
| 出口 · A   | 長江大道（北側）、峨眉街（東側）           |
| 出口 · B   | 長江大道（南側）、峨眉街（東側）、火炬広場 |
| 出口 · C   | 長江大道（南側）、峨眉街（西側）           |
| 出口 · D   | 長江大道（北側）、峨眉街（西側）、聯通大厦 |

## 隣の駅
石家荘地下鉄
■1号線
留村駅 - 火炬広場駅 - 石家荘東駅